# 조증이
조증이(趙曾伊, 1781년 ~ 1839년 12월 29일)는 조선의 천주교 박해 때에 순교한 한국 천주교의 103위 성인 중에 한 사람이다. 세례명은 바르바라(Barbara)이다.
그녀는 1839년 기해박해 때에 순교한 남이관 세바스티아노의 아내이다.

## 생애
조증이는 1781년에 경기도 이천에서 천주교를 믿는 한 양반 집안에서 태어났다. 그녀는 16세에 남이관과 결혼했다. 그들은 아들을 한 명 낳았지만, 아들은 생후 얼마 못가 세상을 떠났다.
1801년 신유년의 박해 동안에, 그녀의 친정 아버지와 시부모가 순교했고, 그녀의 남편은 경상도 단성에 유배되었다. 조증이는 이천의 친정으로 내려가 그녀의 남동생과 살며 10여년을 불행해 했다. 당시 조선에는 사제가 한 명도 없는 데다가, 그녀는 교우들과 멀리 떨어져 살고 있었으므로, 그녀는 냉담자가 되었다. 그녀는 30세 때에 한양으로 올라갔고, 매우 독실한 천주교 집안에서 살았다. 그 후부터 그녀는 신앙생활에 매진할 수 있었다.
그녀는 정하상 바오로의 친척으로, 그가 외국인 선교사들을 베이징에서 조선으로 데려오는데 필요한 자금 마련을 도왔다. 유방제 파치피코 신부가 입국한 후, 1832년에 조증이의 남편 남이관이 유배에서 풀려났고, 그녀는 남편과 함께 그 청국인 사제를 보필하며 공소회장을 마련하는 등 교회와 교우들을 위해 봉사하였다. 유방제 신부가 청나라로 돌아간 후, 조증이는 그녀가 살고 있는 집에 모방 신부와 샤스탕 신부를 기거토록 하였다. 교우들은 그녀의 집에 기도와 고해성사 그리고 미사를 드리기 위해서 오곤 했다. 그녀는 이렇게 말하곤 했다. "만일 박해가 발발한다면, 저희는 모두 분명 죽을 것입니다. 저희는 하느님을 찬미하고 저희의 영혼을 구원받기 위해서 고행으로 스스로를 단련해야 합니다."
1839년 기해년에 박해가 일어나자 조증이는 남편을 친정으로 피신시키고 어린 딸과 함께 집에 있다가 1839년 7월에 체포되었다. 그녀는 신앙을 버리고 남편이 숨어 있는 곳을 불으라는 포장의 요구를 계속하여 거부하였다. 그녀는 이렇게 말했다. "제가 만 번을 죽는 한이 있어도, 저는 죄를 지을 수 없습니다." 따라서 그녀는 극심한 고문을 받았다. 그녀는 주뢰형을 받았고, 장형 180 대를 맞았다. 그녀는 형조로 이송된 후에, 더 격심하게 매질을 당했다. 그녀의 남편 남이관 또한 체포되어 격심한 고문을 받았다. 그 부부는 자신들의 신앙을 위해 죽고자 하는 강한 용기와 열망을 보여주었다.
조증이는 다른 수감자들을 보살폈으며 그들을 위로했다. 그녀는 그들에게 작별 인사를 한 뒤, 잠이 들었다. 그녀는 사형장으로 압송되기 직전에 잠에서 깼다.
1839년 12월 29일에 서소문 밖에서 여섯 명의 교우와 함께 참수되었다. 그렇게 그녀가 순교하던 때의 나이 58세였다.

## 시복 · 시성
조증이 바르바라는 1925년 7월 5일에 성 베드로 광장에서 교황 비오 11세가 집전한 79위 시복식을 통해 복자 품에 올랐고, 1984년 5월 6일에 서울특별시 여의도에서 한국 천주교 창립 200주년을 기념하여 방한한 교황 요한 바오로 2세가 집전한 미사 중에 이뤄진 103위 시성식을 통해 성인 품에 올랐다.

## 참고 문헌
- 가톨릭 사전: 조증이[깨진 링크(과거 내용 찾기)]
- Catholic Bishop's Conference Of Korea. 103 Martryr Saints: 조증이 바르바라 Barbara Cho Chung-i